# McKinney (Texas)
McKinney ist eine Stadt im Collin County im US-Bundesstaat Texas in den Vereinigten Staaten und Sitz der County-Verwaltung (County Seat) des Collin County. Das U.S. Census Bureau hat bei der Volkszählung 2020 eine Einwohnerzahl von 195.308 ermittelt.
Sowohl die Stadt, wie auch das County wurden nach Collin McKinney, Unterzeichner der Texas Declaration of Independence und ein Kongressmitglied für den Bezirk Red River der Republik Texas, benannt.

## Demographische Daten
Laut United States Census Bureau war McKinney die am schnellsten wachsende Stadt in den USA in den Jahren 2000 bis 2003 und erneut im Jahr 2006 unter den Städten mit mehr als 50.000 Einwohnern. Dieser Zuwachs ist darauf zurückzuführen, dass sich McKinney am nordöstlichen Rand der sich rasch entwickelnden Vororte nördlich von Dallas befindet.

Laut dem United States Census 2000 lebten 102.853 Einwohner in 28.186 Haushalten und 23.966 Familien. Die Bevölkerung setzte sich aus 78,40 % Weißen, 7,20 % Schwarzen und 1,49 % Asiaten zusammen. Hispanics oder Latinos stellten 18,16 % der Bevölkerung. Das Pro-Kopf-Einkommen betrug 28.185 US-Dollar und 4,9 % der Familien sowie 8,5 % der Bevölkerung lebte unter der Armutsgrenze.

## Söhne und Töchter der Stadt
- Dillon Anderson (1906–1974), Jurist und Nationaler Sicherheitsberater
- Kenneth E. Hagin (1917–2003), Pfingstprediger, Bibellehrer und Autor
- Guinn Smith (1920–2004), Leichtathlet und Olympiasieger im Stabhochsprung 1948
- John Ashley Warden III (* 1943), Oberst der United States Air Force und Theoretiker des Luftkriegs
- Tom Kite (* 1949), Profigolfer
- Anthony Lynn (* 1968), American-Football-Spieler und -Trainer
- Jason Ralph (* 1986), Schauspieler
- Chad Haga (* 1988), Radrennfahrer
- Alex Puccio (* 1989), Sportkletterin